# Tre Valli Varesine 2013
La Tre Valli Varesine 2013, novantatreesima edizione della corsa e valida come evento dell'UCI Europe Tour 2013 categoria 1.HC, si svolse il 23 agosto 2013 su un percorso di 199,4 km. Fu vinta dal croato Kristijan Đurasek che terminò la gara in 5h01'21", alla media di 39,7 km/h.
Al traguardo 50 ciclisti portarono a termine la gara.

## Squadre partecipanti
| N.    | Cod. | Squadra                      |
| ----- | ---- | ---------------------------- |
| 1-8   | EUC  | Team Europcar                |
| 11-18 | AST  | Astana Pro Team              |
| 21-28 | KAT  | Katusha Team                 |
| 31-38 | LAM  | Lampre-Merida                |
| 41-48 | BAR  | Bardiani Valvole-CSF Inox    |
| 51-58 | AND  | Androni Giocattoli-Venezuela |
| 61-68 | COL  | Colombia                     |
| 71-78 | VIN  | Vini Fantini-Selle Italia    |

| N.      | Cod. | Squadra                     |
| ------- | ---- | --------------------------- |
| 81-88   | CCC  | CCC Polsat Polkowice        |
| 91-98   | MTN  | MTN-Qhubeka                 |
| 101-108 | RVL  | RusVelo                     |
| 111-118 | SOJ  | Sojasun                     |
| 121-128 | CSS  | Champion System             |
| 131-138 | TSV  | Topsport Vlaanderen-Baloise |
| 141-148 | CEF  | Ceramica Flaminia-Fondriest |

## Ordine d'arrivo (Top 10)
| Pos. | Corridore           | Squadra       | Tempo    |
| ---- | ------------------- | ------------- | -------- |
| 1    | Kristijan Đurasek   | Lampre-Merida | 5h01'21" |
| 2    | Francesco Bongiorno | Bardiani      | a 2"     |
| 3    | Aleksandr Kolobnev  | Katusha Team  | a 7"     |
| 4    | Ivan Rovnyj         | Cer. Flaminia | a 9"     |
| 5    | Davide Rebellin     | CCC Polsat    | s.t.     |
| 6    | Franco Pellizotti   | Androni       | a 10"    |
| 7    | Fabio Aru           | Astana        | s.t.     |
| 8    | Simone Ponzi        | Astana        | a 11"    |
| 9    | Matteo Rabottini    | Vini Fantini  | s.t.     |
| 10   | Sergej Firsanov     | RusVelo       | a 13"    |